# Săcălaz
Săcălaz is een gemeente in het Roemeense district Timiș en ligt in de regio Banaat in het westen van Roemenië. De gemeente telt 6394 inwoners (2005).

## Geografie
De oppervlakte van Săcălaz bedraagt 119,49 km², de bevolkingsdichtheid is 54 inwoners per km².
De gemeente bestaat uit de volgende dorpen: Beregsău Mare, Beregsău Mic en Săcălaz.

## Demografie
Van de 6242 inwoners in 2002 zijn 5861 Roemenen, 94 Hongaren, 32 Duitsers, 47 Roma's en 208 van andere etnische groepen.
Onderstaande figuur toont het verloop van het inwoneraantal vanaf 1880.

## Politiek
De burgemeester van Săcălaz is Ilie Todașcă (PD).

## Geschiedenis
In 1392 werd Săcălaz officieel erkend.
De historische Hongaarse en Duitse namen zijn respectievelijk Szakálháza en Sackelhausen. De basis van het huidige dorp en de huidige gemeente werd gelegd door de Donauschwaben die het gebied na de herovering op de Ottomanen gingen bewonen en koloniseren. Na de Tweede Wereldoorlog wordt een groot deel van de Duitse bevolking verdreven of naar werkkampen gestuurd. De overgebleven Duitsers gaan na 1990 en masse naar West-Duitsland.
Balinț · Banloc · Bara · Bârna · Beba Veche · Becicherecu Mic · Belinț · Bethausen · Biled · Birda · Bogda · Boldur · Brestovăț · Cărpiniș · Cenad · Cenei · Checea · Chevereșu Mare · Comloșu Mare · Coșteiu · Criciova · Curtea · Darova · Denta · Dudeștii Noi · Dudeștii Vechi · Dumbrava · Dumbrăvița · Fibiș · Fârdea · Foeni · Gavojdia · Ghilad · Ghiroda · Ghizela · Giarmata · Giera · Giroc · Giulvăz · Gottlob · Iecea Mare · Jamu Mare · Jebel · Lenauheim · Liebling · Lovrin · Margina · Mașloc · Mănăștiur · Moravița · Moșnița Nouă · Nădrag · Nițchidorf · Ohaba Lungă · Orțișoara · Parța · Pădureni · Peciu Nou · Periam · Pietroasa · Pișchia · Racovița · Remetea Mare · Sacoșu Turcesc · Saravale · Satchinez · Săcălaz · Secaș · Sânandrei · Sânmihaiu Român · Sânpetru Mare · Șag · Şandra · Știuca · Teremia Mare · Tomești · Tomnatic · Topolovățu Mare · Tormac · Traian Vuia · Uivar · Valcani · Variaș · Victor Vlad Delamarina · Voiteg